# José Canet Vercher
José Canet Guadi és un pilotari professional lloser nascut el 1992: anunciat fins 2017 com a Pepe de la Llosa,
Guadi juga a pilota a raspall en la posició de rest
des que va debutar, en 2010, al Trinquet Balduino.
La segona meitat del 2015 va patir molèsties al colze que el van apartar de les canxes de joc.

## Palmarés[5]
- Subcampió de l'Individual Professional del 2014 (3/01/15)[6][7]
- Subcampió de la Lliga Professional de Raspall del 2013[8]
  - Campió Màster Professional Generalitat Valenciana 2013
    - Subcampió sub23 per parelles 2013[9]
    - Campió sub23 Individual 2012[9]